# Creatonotos philippinensis
Creatonotos philippinensis är en fjärilsart som beskrevs av Nakamura 1976. Creatonotos philippinensis ingår i släktet Creatonotos och familjen björnspinnare. Inga underarter finns listade i Catalogue of Life.